# Condomínio

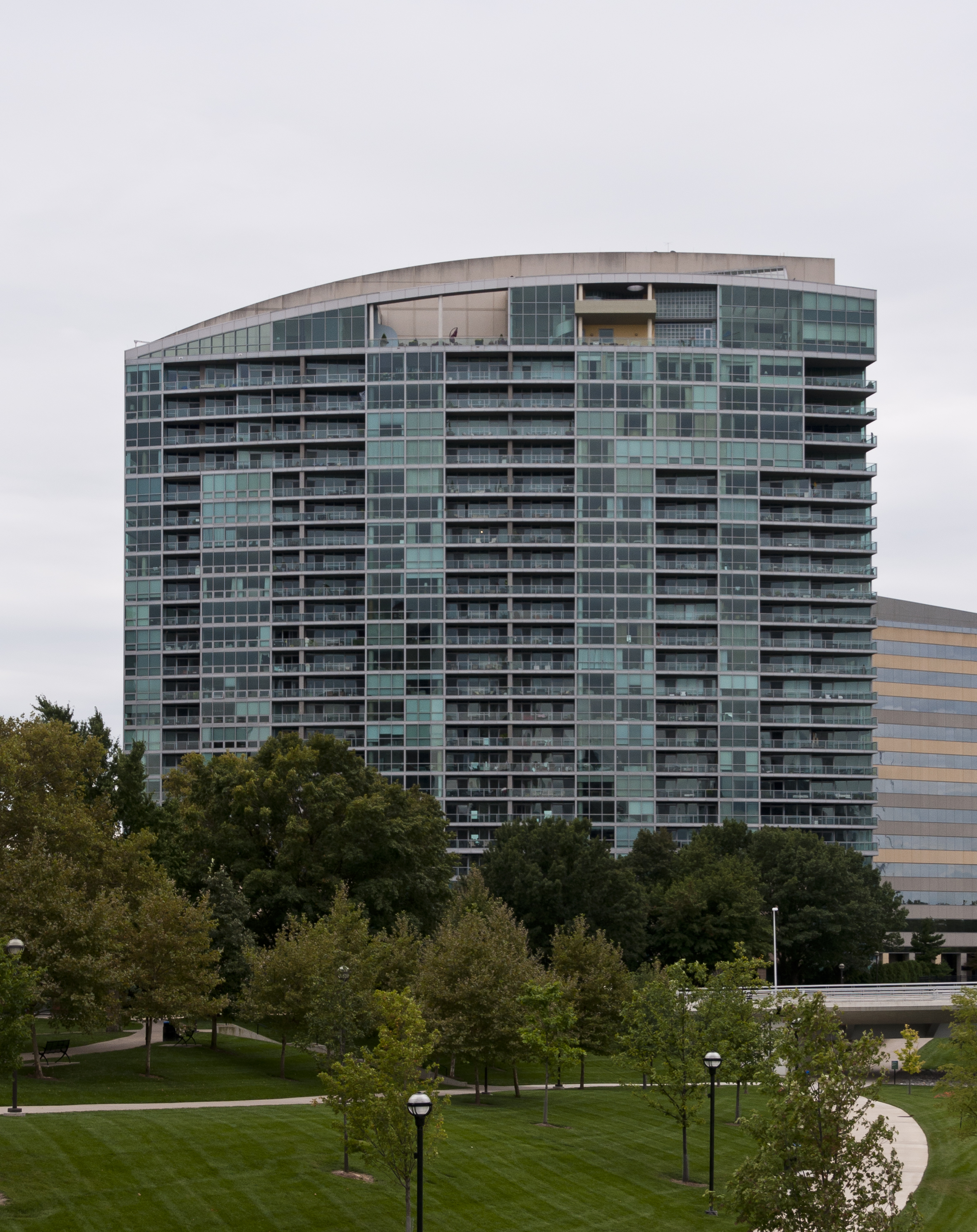
Condomínio Miranova em Downtown Columbus, Ohio, Estados Unidos da América.

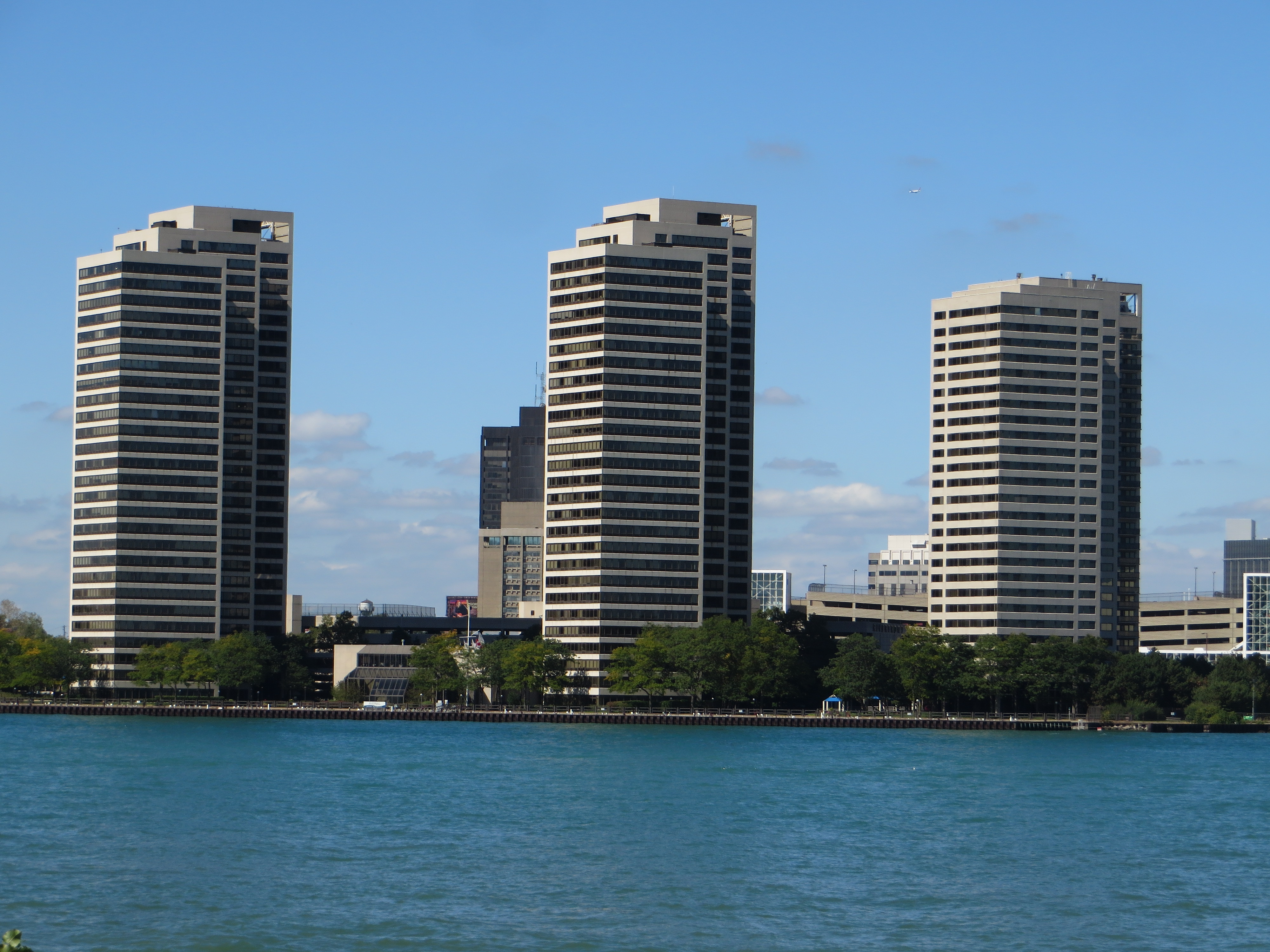
Torres de condomínio em Detroit, Michigan, EUA.

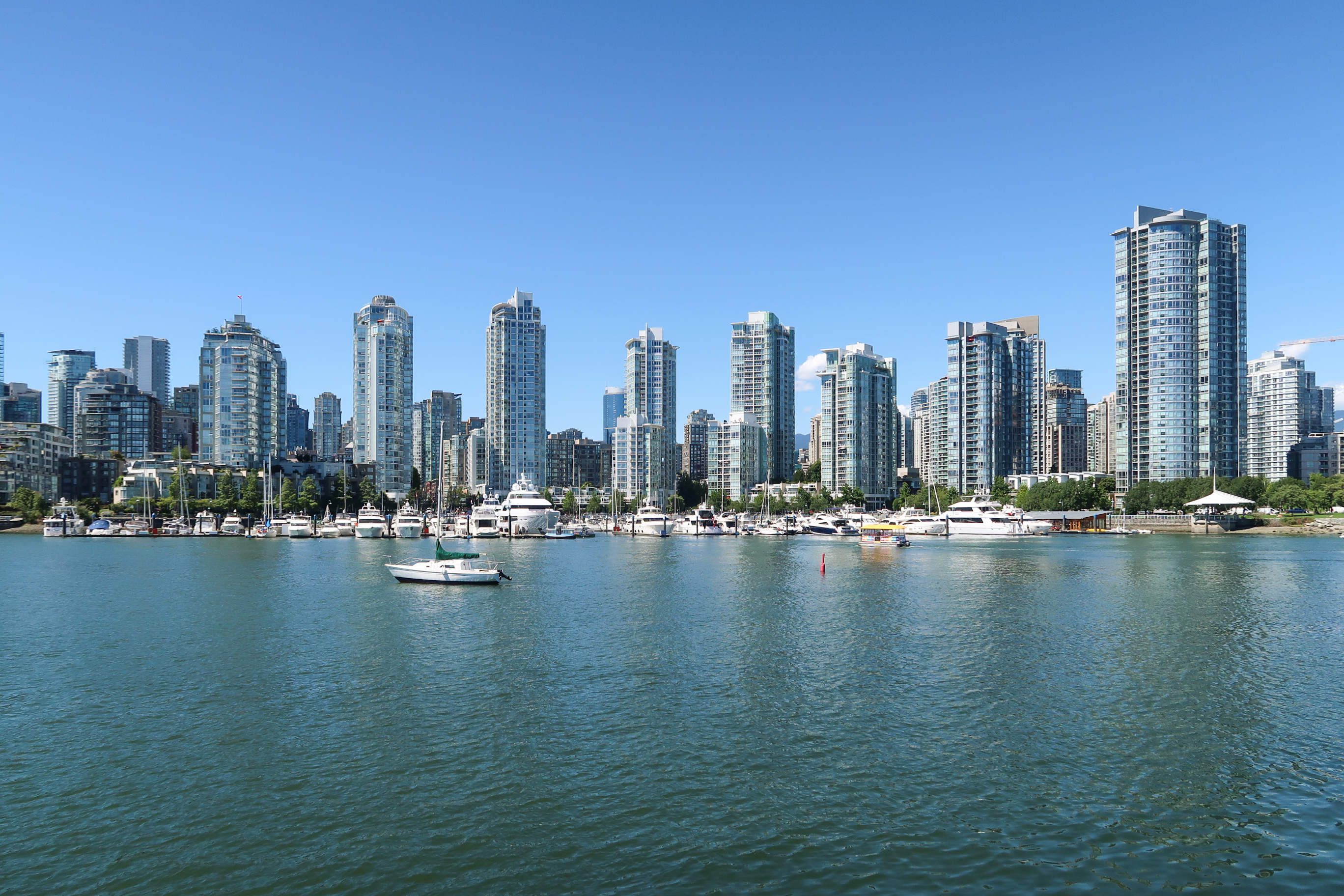
Condomínios em Yaletown, Vancouver, Canadá.

O condomínio (em latim: condominium) ocorre quando existe um domínio de mais de uma pessoa simultaneamente de um determinado bem, ou partes de um bem.
Tecnicamente, e segundo a legislação brasileira, temos expressa que a ideia do direito exercido por mais de uma pessoa sobre o mesmo objeto. No Brasil tem-se o condomínio, quando a mesma coisa pertence a mais de uma pessoa, e todas envolvidas têm igual direito, de forma ideal, sobre o todo e cada uma de suas partes. Sendo assim, o poder jurídico atribuído a todos na sua integralidade. Cada condômino tem assegurada uma fração, ou quota da coisa.
No direito português, expressa uma ideia um pouco diferente, qualificando uma situação em que determinadas parcelas de um objeto são regidas por direitos de propriedade autónomos, o que implica que os diversos titulares desses direitos tenham de conviver e contribuir nas despesas necessárias para a manutenção de parcelas que são, sem outra alternativa, usadas em comum. 
Na vida, encontramos diversas situações em que duas ou mais pessoas têm posse ou propriedade sobre o mesmo bem.
De acordo com a constituição o condomínio pode ser convencional ou incidental. Enquanto o primeiro nasce do contrato de duas ou mais pessoas que usam a coisa em comum, o último também dito eventual nasce não da vontade das partes envolvidas, mas de uma circunstância qualquer, como por exemplo da sucessão hereditária, ou dos direitos de vizinhança. Temos ainda o legal ou forçado quando nasce da imposição direta do ordenamento jurídico.

## Direitos e deveres dos condôminos

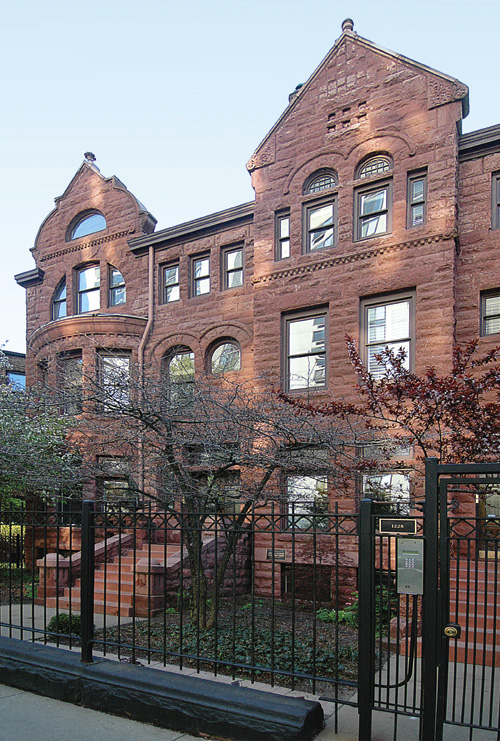
Condomínio de luxo em Chicago, Estados Unidos.

Como existe uma pluralidade de sujeitos envolvidos, este regulamento que surge com os condomínios vai gerar direitos e deveres, que são recíprocos entres os condôminos. Os condôminos tem faculdades ou poderes contra pessoas estranhas ao condomínio, tais como:
1. Usar livremente a coisa, de acordo com o seu destino, exercendo todos os direitos relativos ao estado de indivisão, vetada a exclusão dos demais condôminos, devendo-se lembrar que a coisa é de todos os condôminos;
2. Liberdade de alhear a sua parte ou gravá-la, respeitada eventual preferência de outros condôminos; "alhear" (ou alienar) é passar para outrem, vendendo ou doando; gravar é instituir gravame sobre a coisa, como por exemplo hipoteca, penhor, etc.;
3. Reivindicar de terceiro a coisa comum, independentemente da aceitação dos demais condôminos;
4. Defender a sua posse contra outrem;
5. Concorrer para despesas comuns, proporcionalmente à parcela que cada condômino detém no condomínio;
6. Caso um dos condôminos contraia dívida em favor do condomínio, responde pessoalmente pelo compromisso assumido, com direito de cobrar os demais condôminos em ação regressiva;
7. Caso a dívida tenha sido contraída por todos os condôminos, presume-se que cada condômino seja devedor em sua quota-parte do condomínio, salvo estipulação em sentido diverso;
8. Cada condômino responde aos demais pelo produto proveniente da coisa comum e pelos danos que causar;
9. Não se pode alterar a coisa comum sem o consentimento dos demais;
10. Ilícito é o condomínio constituído sem consenso de todos os envolvidos, bem como aquele que dá posse, uso ou gozo da propriedade a estranho.

## Administração do condomínio

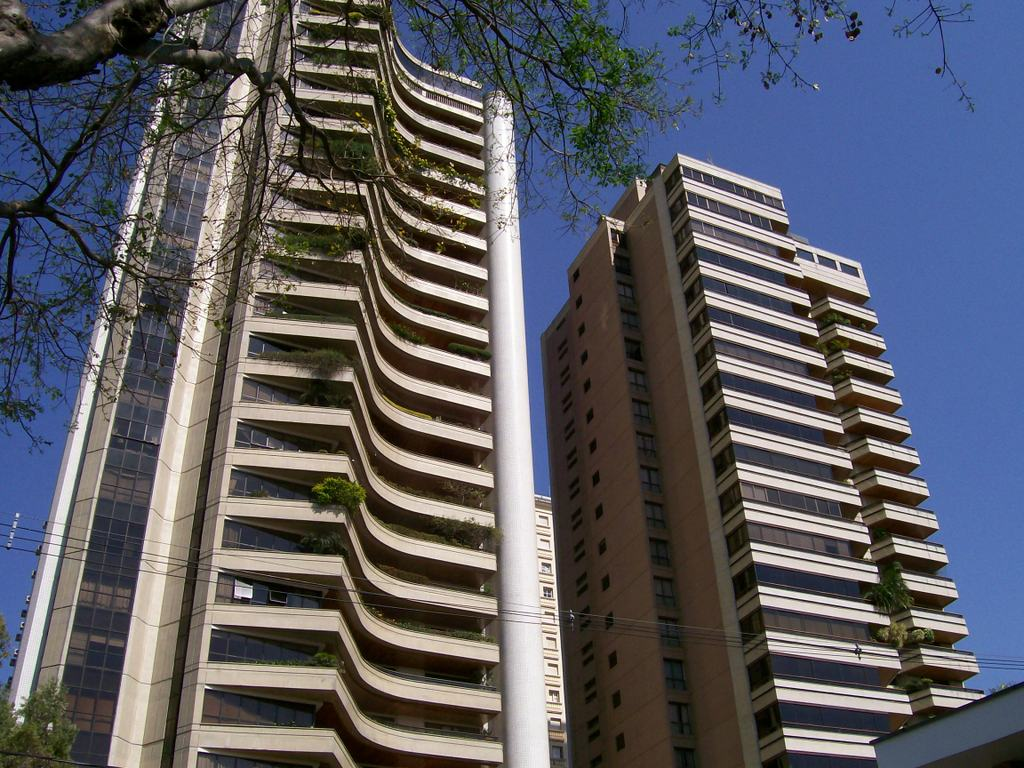
Condomínios verticais de luxo em Campinas, Brasil.

O condomínio é administrado pela figura do síndico, pessoa física ou jurídica, que pode (ou não) ser um condômino eleito pela maioria numérica dos presentes na assembleia geral ordinária (AGO).
O tempo de mandato do síndico depende das regras dispostas no regimento interno de cada condomínio. Em alguns condomínios, os mandatos são de dois anos e os síndicos podem ser reeleitos. Em outros, não há reeleição.
O regimento interno, também conhecido como convenção condominial, é um conjunto de normas internas, registrada no cartório de registro de imóveis competente, formulada e aprovada por 2/3 das frações, para garantir o bem estar da comunidade.

## Tipos de condomínios
O condomínio — o termo é utilizado com mais frequência para definir o direito exercido por pessoas (condôminos) sobre suas unidades privativas e sobre as dependências de uso comum de edificação.
Existem vários tipos de condomínios, incluindo:
1. Condomínio horizontal: é formado por casas ou apartamentos, onde os proprietários são responsáveis pelas áreas comuns.
2. Condomínio vertical: é formado por prédios, onde os proprietários são responsáveis pelas áreas comuns do prédio e as unidades individuais.
3. Condomínio misto: é formado por casas e prédios, onde os proprietários são responsáveis pelas áreas comuns.
4. Condomínio fechado: é formado por uma área fechada, com segurança e instalações comuns, como piscina, quadra de esportes, etc.
5. Condomínio rural: é formado por lotes de terra, onde os proprietários são responsáveis pelas áreas comuns.

## No Brasil

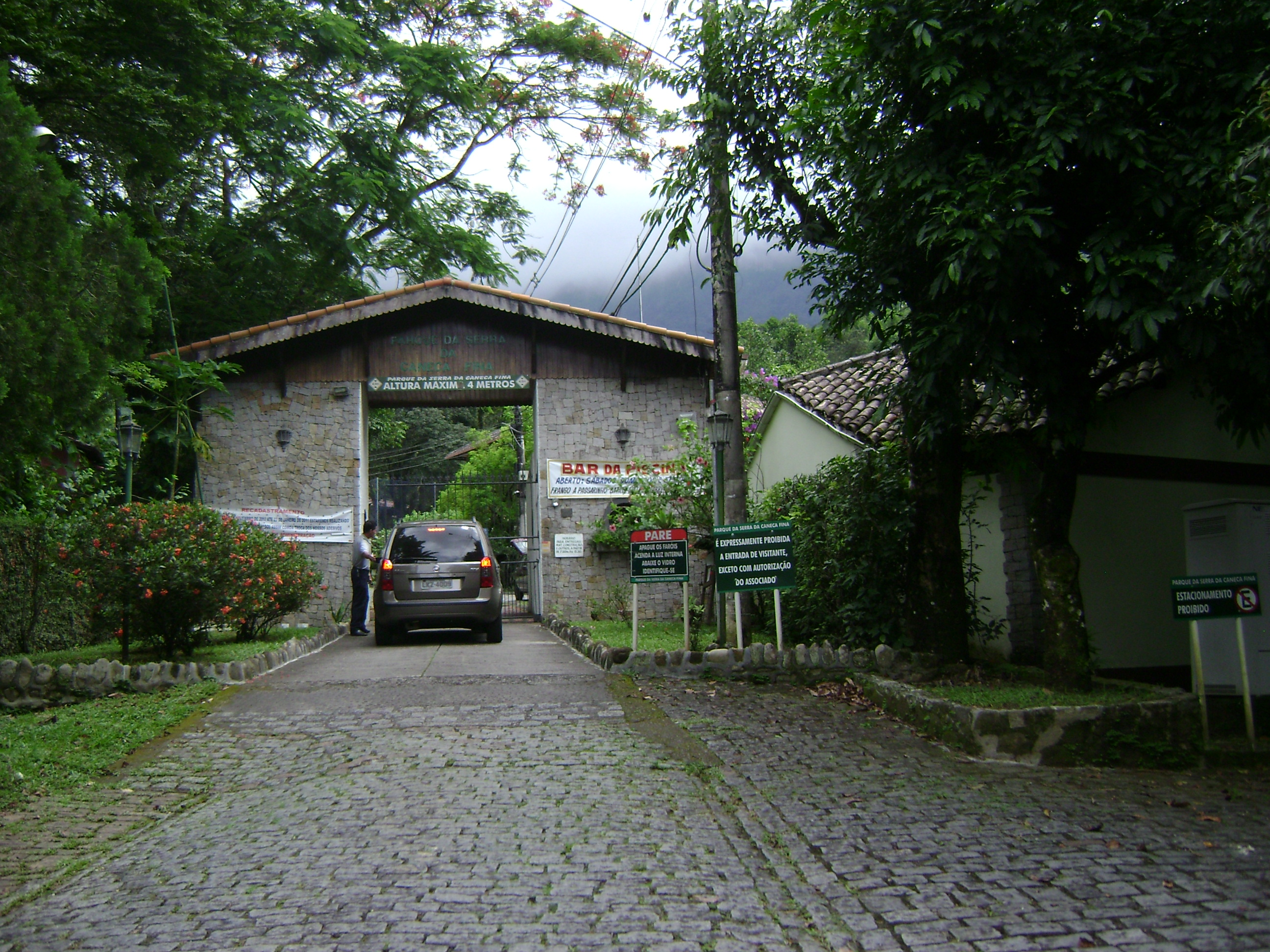
Entrada de um condomínio fechado em Guapimirim, no Brasil.

No Brasil, faz-se uma distinção jurídica entre o condomínio em sentido amplo (conforme definição no início do desse artigo) e o condomínio edilício, que é comumente conhecido apenas por condomínio de apartamentos, vertical, horizontal, etc.  
Nesse último sentido, é regulamentado pela Lei 4.591/64 (Lei do Condomínio), existindo também regulamentação de alguns aspectos nos artigos 1.331 a 1.358 da Lei 10.406/02 (Código Civil) e na Lei 8.245/09 (Lei do Inquilinato). 
No Estado de São Paulo, a Lei 13.160/08 autorizou os condomínios a protestarem os créditos que não forem pagos no vencimento.
Na Cidade do Rio de Janeiro, a Lei 1585/90 dispõe sobre a obrigatoriedade da presença de Profissionais de Educação Física em academias em funcionamento, inclusive em condomínios.
Até hoje, o Código Civil segue sendo a base principal para a convivência em condomínios no Brasil.

## Em Portugal
Em Portugal, está regulado pelo Decreto-Lei nº 47 344, de 25 de Novembro de 1966 (Código Civil), bem como por uma série de diplomas avulsos e que versam variados assuntos relacionados com condomínios. Exemplo: Decreto-lei 268/94 e 269/94, ambos de 25 de Outubro.
O condomínio é composto por um administrador encarregado de fazer cumprir as deliberações tomadas em assembleia de condóminos, sem qualquer limite de tempo para o exercício do cargo.
O condomínio tem como fim a administração das zonas comuns do prédio.
1. Exatamente como vemos em algumas figuras (imagens).